# Гриб, Михаил Иванович
Михаил Иванович Гриб (2 октября 1919 года — 11 июля 2003 года) — советский лётчик-ас истребительной авиации ВВС ВМФ в годы Великой Отечественной войны, Герой Советского Союза (23.10.1942). Полковник (19.11.1962).

## Биография

### Ранние годы
Родился 2 октября 1919 года в селе Плескачовка, ныне Смелянского района Черкасской области (Украина). Украинец. Из крестьянской семьи. С 1925 года жил и учился в Одессе.
В ВМФ СССР с августа 1937 года. В 1940 году окончил Высшее военно-морское авиационное училище имени Сталина в Ейске. В декабре 1940 года прибыл на службу в 9-й истребительный авиационный полк 62-й истребительной авиационной бригады ВВС ВМФ ВВС Черноморского флота на должность младшего лётчика.

### Годы Великой Отечественной войны
Участник Великой Отечественной войны с июня 1941 года, вступив в неё в составе своего полка. Уже тяжёлым летом 1941 года зарекомендовал себя отважным истребителем, в июне 1941 года стал пилотом, а в январе 1942 года — командиром звена. Участвовал в обороне Одессы, где открыл свой боевой счет (там сбил 1 самолёт лично и 1 в группе), но особую отвагу проявил при обороне Севастополя. Воевал на истребителях И-153, Як-1 и Як-9.
В июле 1942 года переведён в 6-й гвардейский истребительный авиационный полк ВВС Черноморского флота также командиром звена. Воевал в этом полку до Победы.
К августу 1942 года командир звена 6-го гвардейского истребительного авиационного полка ВВС Черноморского флота (62-я авиационная бригада ВВС Черноморского флота) гвардии старший лейтенант М. И. Гриб совершил 250 боевых вылетов, в 56 воздушных боях сбил 10 самолетов противника (это число побед указано в наградном листе без разделения на личные и групповые, но по спискам побед, составленных М. Ю. Быковым, на тот момент на боевом счету М. И. Гриба были уже 15 воздушных побед: 4 личных и 11 групповых). 
Указом Президиума Верховного Совета СССР от 23 октября 1942 года за образцовое выполнение боевых заданий командования на фронте борьбы с немецко-фашистским захватчиками и проявленные при этом мужество и героизм гвардии старшему лейтенанту Грибу Михаилу Ивановичу присвоено звание Героя Советского Союза с вручением ордена Ленина и медали «Золотая Звезда» (№ 716).
В 1942 году был легко ранен и в 1943 году был тяжело ранен. В мае 1943 года стал заместителем командира, а в марте 1944 — командиром эскадрильи. Участвовал в битве за Кавказ и в Крымской наступательной операции. В небе Севастополя 10 мая 1944 года Михаил Гриб и поставил победную точку в списке своих побед, сбив немецкий Ме-110 у Херсонесского маяка, недалеко от аэродрома, с которого он защищал город в 1941—1942 годах. Война для него завершилась участием в Ясско-Кишинёвской наступательной операции.
В 1944 году вступил в ВКП(б).
Всего за войну гвардии старший лейтенант М. И. Гриб совершил 404 боевых вылета, провёл 75 воздушных боёв, в которых сбил лично 10 и в составе группы 12 самолётов. Некоторые авторы утверждают и о большем количестве побед, например 14 личных и 6 в группе. 
В январе 1945 года отозван с фронта на учёбу, в июле 1945 года окончил Высшие офицерские курсы ВВС ВМФ в Моздоке.

### Мирное время
После войны служил в авиации ВМФ. С сентября 1945 года командовал эскадрильей в 6-м истребительном авиаполку ВВС Черноморского флота. С февраля 1950 по декабрь 1952 года служил в Войске Польском и командовал авиацией ВМС Польши. После возвращения в СССР убыл на учёбу.
В 1955 году окончил Военно-морскую академию имени К. Е. Ворошилова. С марта 1956 года служил в ВВС Балтийского флота помощником командира по огневой и тактической подготовке 237-й и 90-й истребительных авиадивизий 9-го истребительного авиакорпуса ВМФ. 
В июне 1957 года был переведён из ВМФ в Войска ПВО страны и назначен начальником отделения боевого применения и боевой подготовки истребительной авиации — начальником огневой и тактической подготовки истребительной авиации Таллинской дивизии ПВО, а с марта 1958 года командовал истребительной авиацией этой дивизии, одновременно являясь заместителем командира дивизии. С августа 1958 года — командир 87-й истребительной авиационной дивизии ПВО. С апреля 1960 года служил заместителем командующего — начальником авиации 20-го корпуса ПВО (Пермь).
С июля 1968 года полковник М. И. Гриб в запасе. 
Жил в городе Ростов-на-Дону. Умер 11 июля 2003 года. Похоронен в Ростове-на-Дону, на Северном кладбище.

## Награды

Могила М. И. Гриба на Северном кладбище Ростова-на-Дону.

- Герой Советского Союза (23.10.1942)
- Орден Ленина (23.10.1942)
- Три ордена Красного Знамени (29.05.1942, 14.08.1942, 27.09.1944)
- Орден Александра Невского (3.04.1944)
- Два ордена Отечественной войны 1-й степени (27.02.1946, 11.03.1985)
- Орден Красной Звезды (30.04.1954)
- Медаль «За боевые заслуги» (6.11.1947)
- Медаль «За оборону Севастополя»
- Медаль «За оборону Кавказа»
- Ряд других медалей СССР

## Память
- 9 мая 2011 года на военном аэродроме Большое Савино состоялась церемония присвоения самолету МиГ-31 имени Героя Советского Союза Михаила Гриба[9].
- Его именем названа улица в Первомайском районе г. Ростов-на-Дону (2005)[10].